# 瞳色
瞳色（iris color）又稱眼色（eye color），是指虹膜的色彩，因虹膜表层色素沉淀差别而形成的角膜颜色差異。瞳色的色澤由虹膜中黑色素的量、种类（真黑色素與假黑色素）和分布决定，从浅蓝色过渡到深棕色，是一種多基因遺傳特徵。人類與其他動物的眼珠顏色，擁有許多表型變異。許多鳥類擁有鮮明的眼珠顏色，這些顏色取決於其他的色素，如蝶酸、嘌呤與類胡蘿蔔素。
虹膜的顏色受三種主要原因影響，分別是黑色素在虹膜色素上皮細胞中的含量、黑色素在虹膜基質的含量以及虹膜基質的細胞密度。不論是任何顏色的眼珠，在虹膜色素上皮細胞中都含有真黑色素；而顏色的變異一般取決於虹膜基質中的黑色素含量。虹膜基質中，細胞的密度會影響色素上皮細胞所能夠吸收的光線量。

## 顏色決定

### 基因遗传学
瞳色是一種由一個以上基因遺傳的特徵，對人類來說，目前已知3個基因座上的基因與瞳色有關，分別是 EYCL1、EYCL2 與 EYCL3。這些基因與人類瞳色的表形有關（棕色、綠色與藍色）。雖然過去曾經認為褐瞳為顯性、藍瞳為隱性基因。但是事實上兩名藍瞳的親代卻能夠生下褐瞳的子代，表示瞳色的決定並非遵循普通的孟德爾遺傳法則，只是這種情形相當少見（大約1億人之中才有1例）。必須全部四個基因同時決定相同的顏色，才能產生單純的顏色，反之則出現混合的顏色，如藍綠色。眼珠的顏色通常在嬰兒出生大約6個月後趨於穩定。
2006年，EYCL3 基因座被解碼。經由針對3,839位對象的研究，科學家發現所有的瞳色中，有74%能夠以OCA2基因附近的多組單核苷酸多態性（SNP）解釋。事實上，OCA2 這一組基因早已為遺傳學家所認識，因為他們發現當這組基因產生異變之後，會令帶有這基因的人出現白化現象。較近期的研究顯示：與藍眼及綠眼相關的不同SNP組合還與雀斑、癦與痣、髮色及膚色相關連。作者推测單核苷酸多態性可能位于 OCA2 调控序列中，从而影响基因产物的表达，进而影响色素沉着。

## 生理学

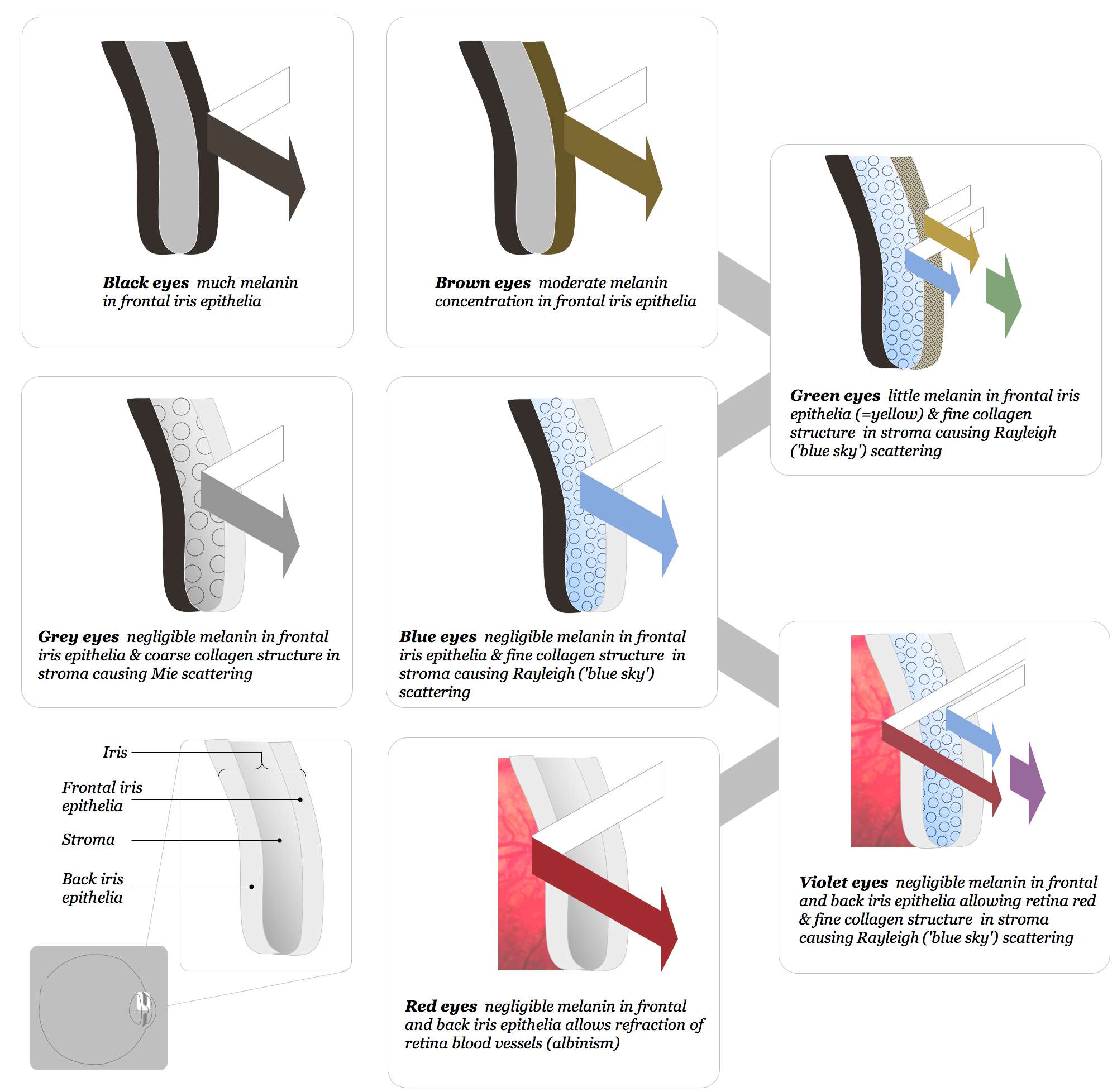
人眼颜色起源示意图

上圖為根據上述基因研究而推斷的虹膜顏色形成原因，可見深棕、淺棕和灰色都是由黑色素的濃淡而引起，藍色是因為散射而產生的色彩，而紅色是因為白化而產生的色彩。當淺棕與藍色混合，成為了綠色；而紅色與藍色混合，則成為了紫色。

## 色彩分類
过去通常认为人類虹膜的基色只有三種：褐色、藍色和綠色，其他顏色的虹膜則是這三種顏色的變體。但这一分类方法被批评为过于简化。近来研究把虹膜颜色分为九种。人类虹膜颜色在儿童期会发生戏剧性改变。另外，有的人具有蓝色或绿色虹膜但围绕瞳孔为褐色环，这使得眼睛色彩的分类更为复杂。
白化症患者則通常有著紅粉色虹膜，這是由於其虹膜中沒有色素，只能顯示出微血管的顏色。

### 棕色
棕色（Brown）是人類最常見的虹膜顏色，除了色素較多的種族，在白人當中也很常出現。棕色虹膜含有大量黑色素而看起來像黑色。棕色虹膜被認為是人類虹膜的顯性基因，但最近的研究認為這不一定正確。

### 淡褐
淡褐（Hazel）的眼睛是瑞利散射和中等程度的黑色素在虹膜前方膜層的組合所造成。具有強烈的黃色/金色和赤褐色/銅色色調。淡褐色很難界定。它們常被描述成淺褐色或黃褐色。有人認為淡褐色是褐色和藍色虹膜的中間色。一般出現在中東地區的白人民族。

### 琥珀色與黃色
琥珀色（Amber）在其他動物上較為常見，它比棕色更淺，很少在人類出現，又被稱為貓眼色。在歐洲比例多，或多是混血兒。

### 綠色
綠色（Green）為較罕見的虹膜顏色。在歐洲的凱爾特人、日耳曼人與斯拉夫人中比例較高；歐洲以外，一些如普什圖人、土耳其人、古代的葉尼塞吉爾吉斯人也有綠色虹膜。

### 灰色
灰色（Gray，Grey）被認為是藍色虹膜的變種。為罕見的虹膜顏色。在欧洲俄罗斯、芬兰与波罗的海三国比较常见。

### 藍色
藍色（Blue）虹膜在北欧、东欧比較常見，全世界約8%的人口有藍色虹膜。北歐人如冰島人、芬蘭人和拉脫維亞人約80%以上為藍色眼睛。

### 紫色
紫色（Violet）為藍色虹膜的變種，是非常少見的顏色。如已故名人伊莉莎白·泰勒。可是也有研究指出伊丽莎白·泰勒的紫色虹膜其實只是因為光線和後天加工而成。

### 紅色
紅色（Red），由於虹膜中沒有色素，只能顯示出微血管的顏色，故呈現紅色，如白化症患者就有紅色系的虹膜。

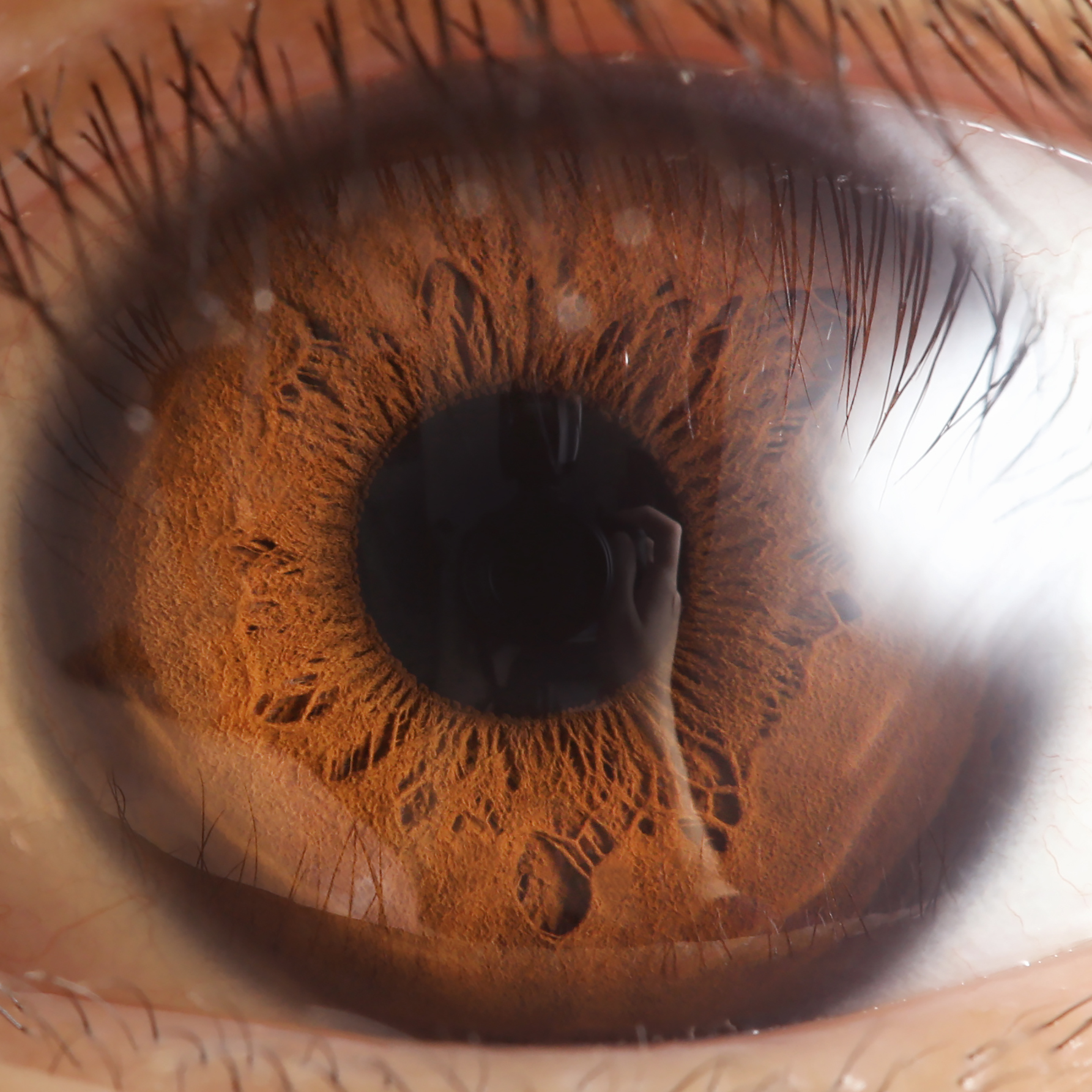
亚洲人的浅褐色虹膜，有黑色角膜缘环（輪部環[22]）
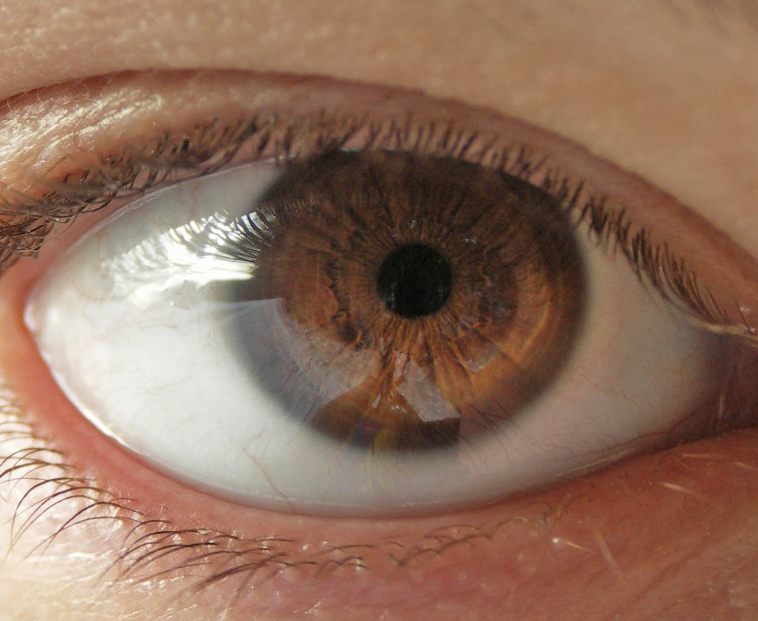
暗棕色的人類虹膜。
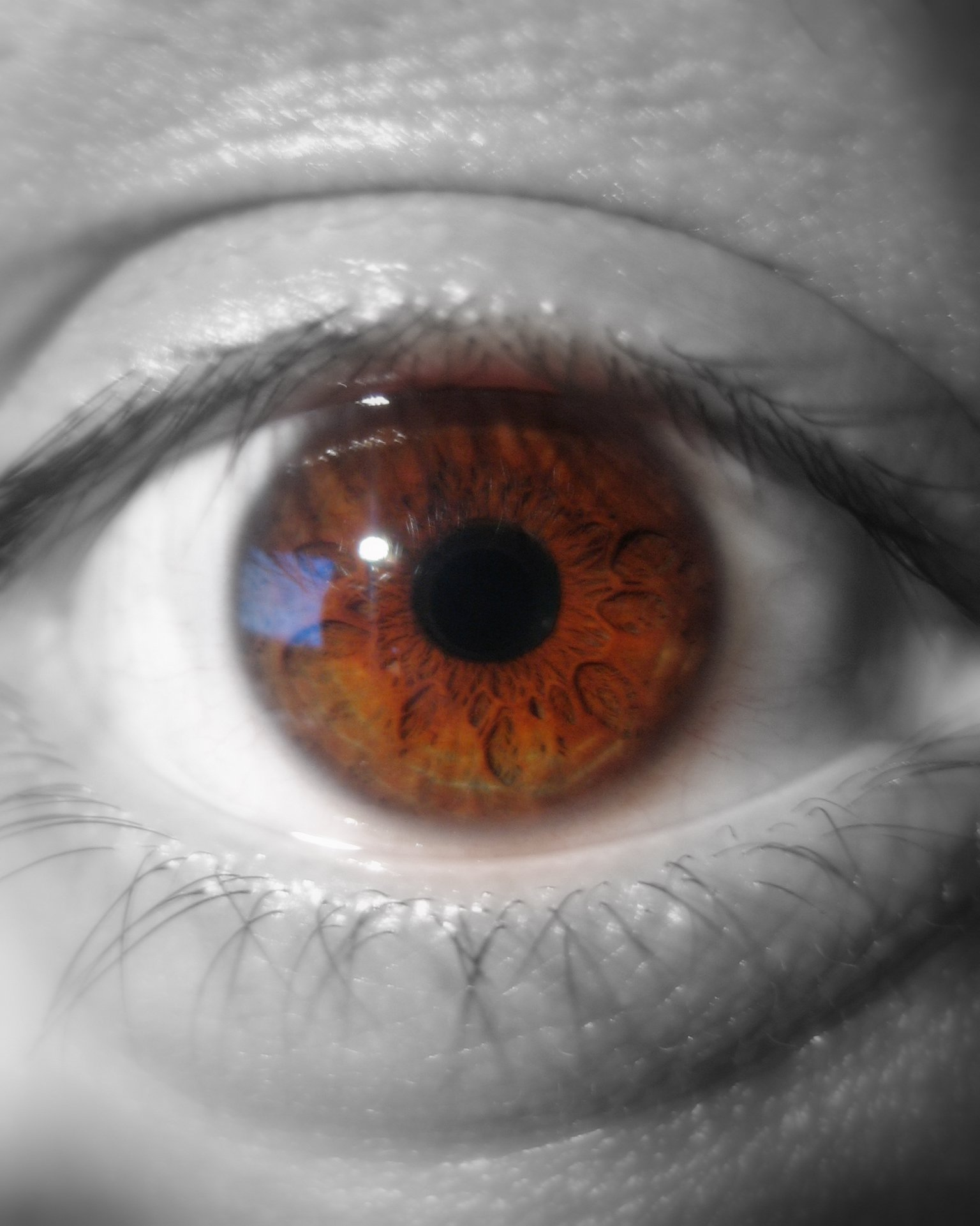
棕色人類虹膜（此圖經過處理，只留下虹膜的顏色）。
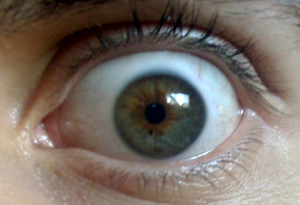
帶有其他兩種顏色的淡褐色虹膜。
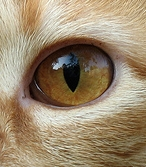
帶有琥珀色虹膜的貓眼。
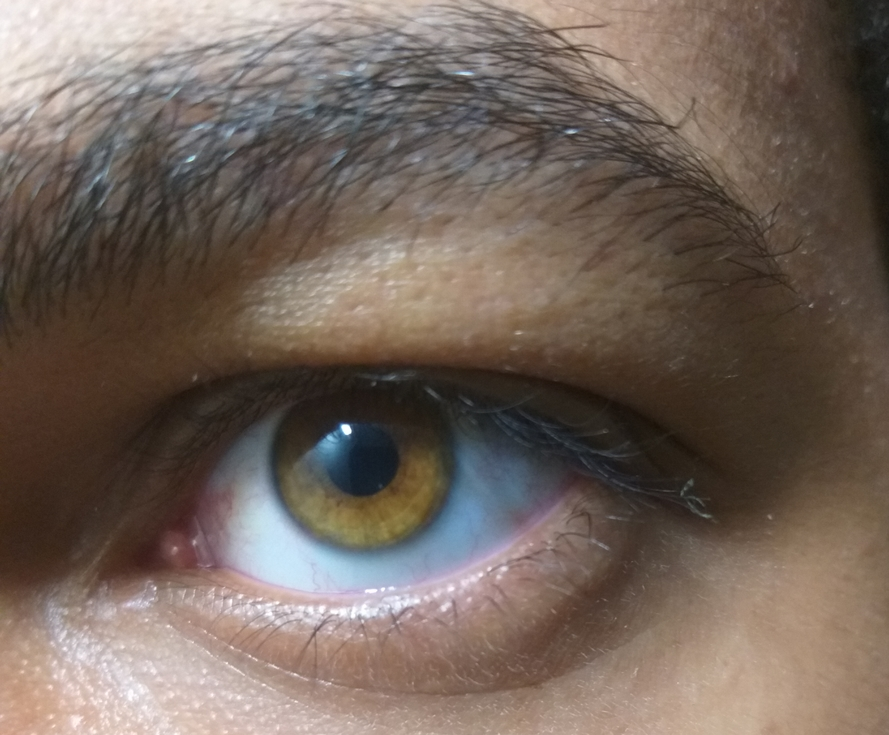
人類的琥珀色虹膜，帶有乳狀黃綠色與黃褐色色調。
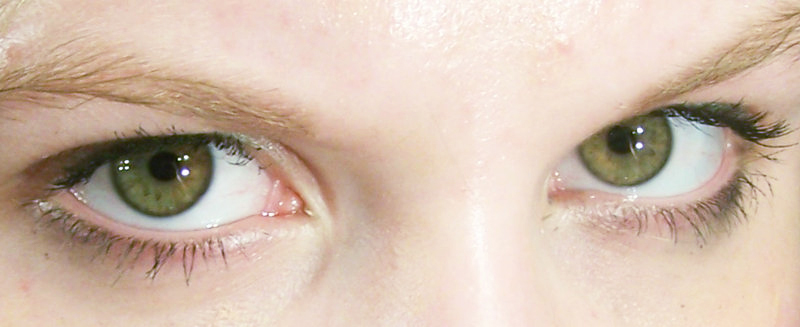
綠色的眼睛。
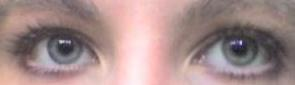
灰色的眼睛。
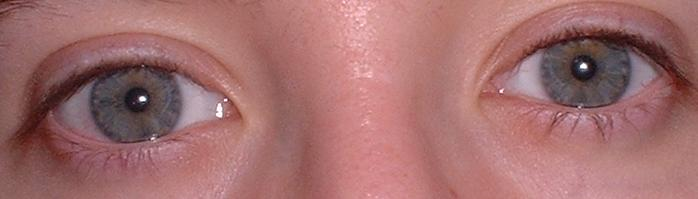
鐵灰色的眼睛.
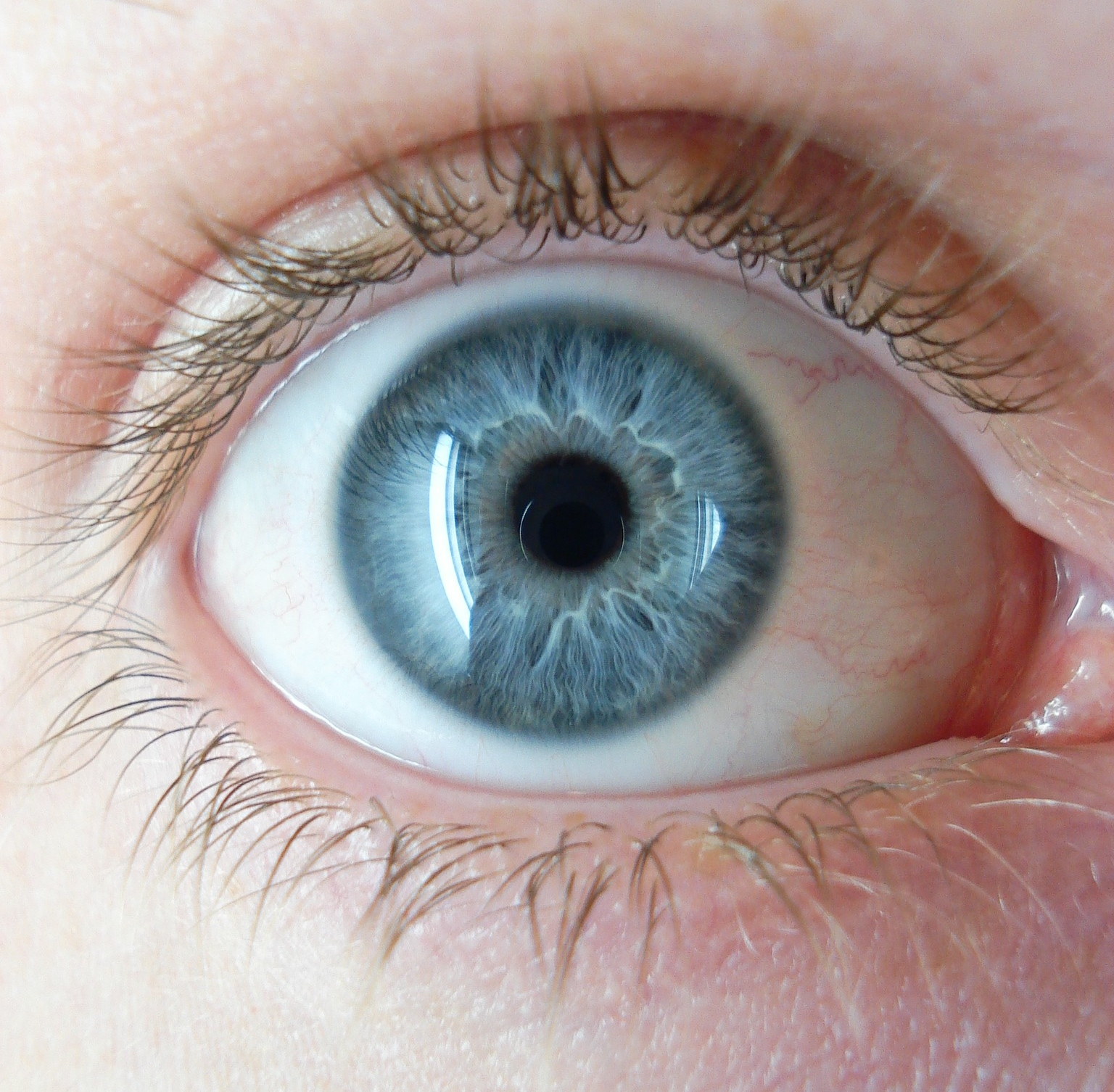
藍色的眼睛。

## 異常症狀

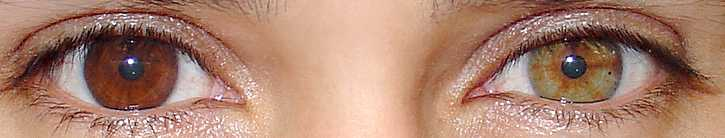
人類虹膜異色症的病例

白化症患者可能擁有粉紅色眼睛。
虹膜異色症患者的兩隻眼睛顏色會不一樣。

## 备注

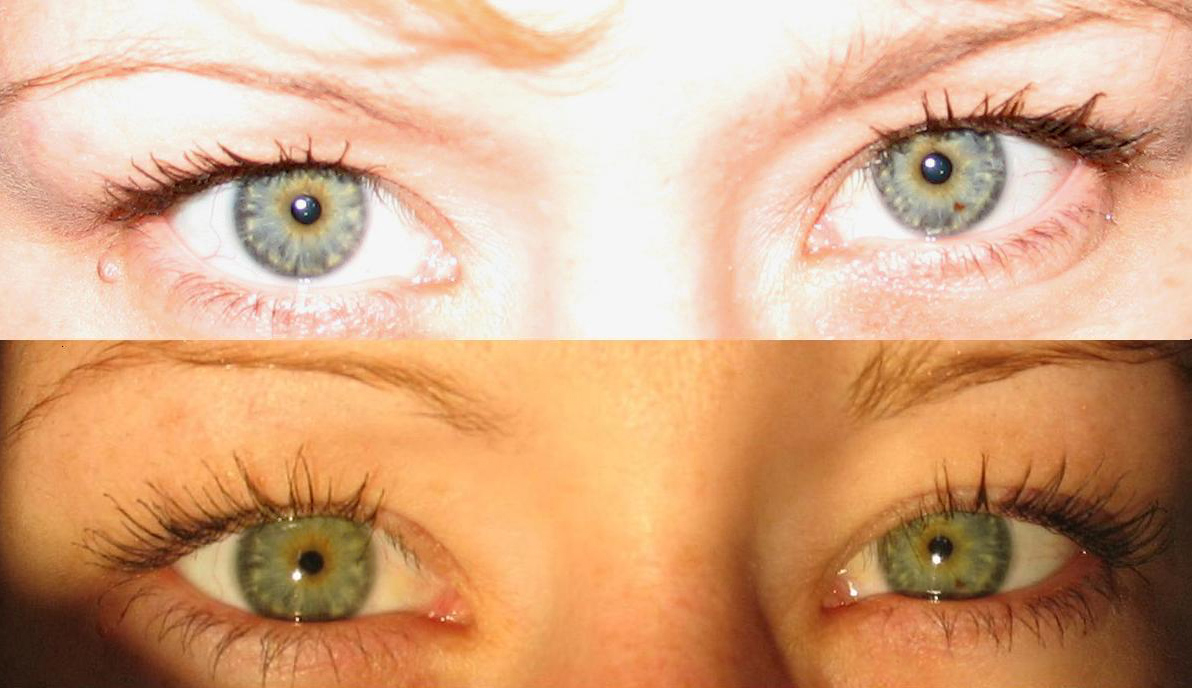
眼睛呈現出的色彩會受到許多因子影響，圖中為同一雙眼睛於不同強度的光線下所呈現的不同顏色。

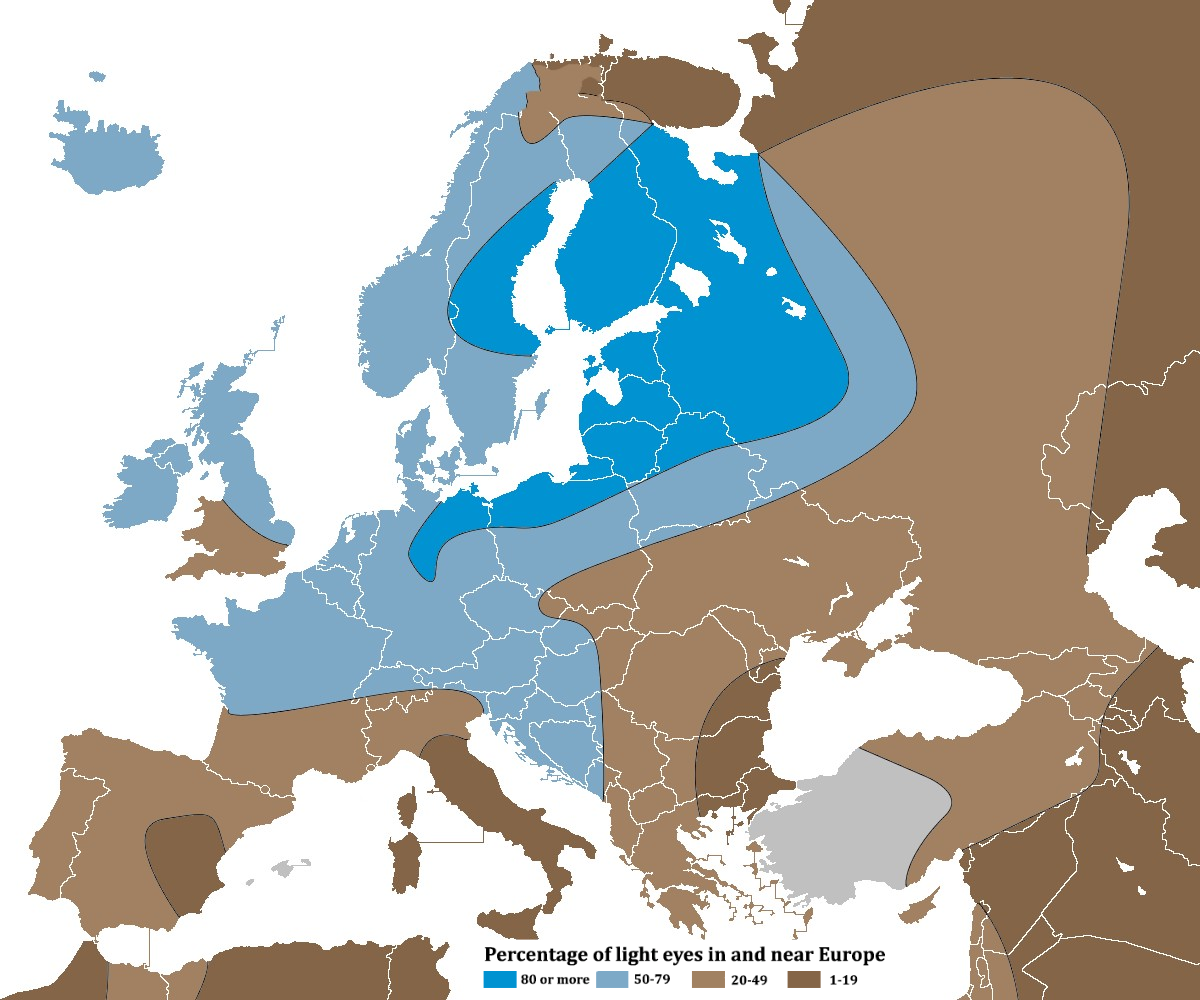
根据人类学家调查，在欧洲和欧洲附近的浅色眼睛的百分比。
80+
50–79
20–49
1–19

1. ↑  中医所称的“瞳色”是指由瞳孔观察到晶状体的颜色；例如《医宗金鉴》有云“冰翳内障，瞳色坚实，白亮如冰之状”，描述皮质性白内障；又如《中医药常用名词术语辞典》内文“瞳色淡绿，抱轮深红，头眼剧痛”，描述急性青光眼发作。后受西方影响，“瞳色”现多指虹膜颜色。

## 外部連結
- （英文）What Color Eyes Would Your Child Have?
- （英文）Eye color inheritance chart, discussing six different eye colors
- （英文）Genetics of eye color
- Scientific American - Ask the Experts, "How does someone get two different-colored eyes?"
- （英文）Eye colour: portals into pigmentation genes and ancestry
- （英文）Various links on human eye color （页面存档备份，存于）
- （英文）Explanation of how someone of African descent has blue eyes
- （英文）A random Eye color generator. （页面存档备份，存于） - Choose the genes and it produces the random eye colors.
- （英文）Eye colors in birds （页面存档备份，存于）